# William J. Rothwell
Willam J. Rothwell (sinh ngày 17 tháng 12 năm 1951 tại Springfield, Illinois) là Giáo sư - Tiến sĩ về Giáo dục và Phát triển nguồn nhân lực tại Đại học bang Pennsylvania. Nghiên cứu của ông bao gồm các công trình về mô hình hóa năng lực (competency modeling), nổi bật là Mô hình Năng lực của Hiệp hội Đào tạo và Phát triển Hoa Kỳ (American Society for Training and Development Competency Model).
Rothwell đã tiến hành nhiều nghiên cứu về Lập kế hoạch Kế thừa (Succession Planning), Phát triển Tổ chức (Organizational Development) và Thiết kế Đào tạo (Instructional Design). Các tác phẩm của ông được xuất bản và phổ biến rộng rãi tại các thư viện trên toàn thế giới.

## Học vấn
Năm 1973, Rothwell lấy bằng cử nhân tiếng Anh tại Đại học bang Illinois, Normal, IL. Sau đó, ông lấy bằng Thạc sĩ tiếng Anh tại Đại học Illinois, Urbana-Champaign vào năm 1978. Năm sau, ông tiếp tục học tại Đại học Bang Sangamon, nay được gọi là Đại học Illinois tại Springfield và nhận bằng M.A.B.A. về Quản lý Nguồn nhân lực. Đồng thời, Rothwell ghi danh tại Đại học Illinois, Urbana-Champaign, nơi ông nhận bằng tiến sĩ về Đào tạo và Phát triển.

## Sự nghiệp giảng dạy
Năm 1993, Rothwell được thuê làm Phó Giáo sư Phát triển Nguồn Nhân lực tại Đại học bang Pennsylvania. Chương trình nằm trong Hệ thống Học tập và Hiệu suất của Trường Cao đẳng Giáo dục Penn State.
Từ năm 2003 - 2006, ông giữ vai trò Giáo sư phụ trách chương trình Phát triển và Đào tạo nhân tài, được đánh giá là chương trình sau đại học hàng đầu về Phát triển nguồn nhân lực tại Hoa Kỳ. Rothwell đã được trao Giải thưởng Giảng dạy Khoa Sau đại học tại Đại học Bang Pennsylvania.

## Nghiên cứu

### Lập kế hoạch kế nhiệm (Succession Planning)
Rothwell đã phát triển mô hình về Lập kế hoạch kế nhiệm (Succession Planning), được thiết kế cho các chuyên gia đào tạo và đưa vào Thư viện Canada. Một phần trong nghiên cứu của ông là xem xét các vấn đề về kế thừa có thể được đánh giá như thế nào đối với nhân viên tri thức. Nghiên cứu của Rothwell về năng lực bao hàm trong đó công việc lập kế hoạch kế thừa, quản lý nhân tài, đào tạo và phát triển.

## Tư vấn
Rothwell từng đóng vai trò tư vấn cho các doanh nghiệp, chính phủ và tổ chức phi lợi nhuận tại trên 35 quốc gia. Các khách hàng của ông bao gồm AccuWeather, Hội Chữ thập đỏ Hoa Kỳ, Hiệp hội Đào tạo & Phát triển Hoa Kỳ, Atotech, CARE (Cơ quan Cứu trợ Quốc tế), Conoco, Corning, Ford (Trung tâm Fairlane), JLG Industries, LandAmerica, Motorola, Singapore Airlines, Trung tâm Y tế Đại học Pittsburgh, Bộ Lao động Hoa Kỳ và Bưu điện Hoa Kỳ.
Rothwell từng hợp tác với Đại học Bắc Kinh tham gia vào các nghiên cứu Phát triển Lãnh đạo thông qua Đào tạo và Phát triển. Nghiên cứu tập trung vào bốn tổ chức lớn có trụ sở tại địa phương, hoặc các bộ phận của các tổ chức toàn cầu như ABB, enQ, Lenovo và Motorola.
Ông từng đến Việt Nam chia sẻ về nghiên cứu của mình trên kênh tin tức địa phương NetViet.

## Tác phẩm
Rothwell đã biên soạn/ đồng biên soạn hơn 300 đầu sách, chương sách và bài báo.

### Thiết kế giảng dạy
1. Rothwell, W. J., & Kazanas, H. C. (2011). Mastering the instructional design process: A systematic approach. John Wiley & Sons.

### Lập kế hoạch kế nhiệm
1. Rothwell, W.J. (2005), Effective Succession Planning: Ensuring Leadership Continuity and Building Talent from Within. American Management Association, New York, NY.

### Phát triển tổ chức
1. Rothwell, W. J., & Sullivan, R. L. (Eds.). (2005). Practicing organization development: A guide for consultants (Cuốn 27). John Wiley & Sons.

### Đào tạo dựa trên năng lực
1. Rothwell, W. J., & Lindholm, J. E. (1999). Competency identification, modelling and assessment in the USA. International journal of training and development, 3(2), 90-105.

### Phát triển quản lý
1. Rothwell, W., and Gerity, P. (Eds.). (2008). Cases in linking workforce development to economic development: Community college partnering for training, individual career planning, and community and economic development. Washington: American Association of Community Colleges.